# Actraiser 2
Actraiser 2, i Japan känt som Actraiser 2: Chinmoku e no Seisen (アクトレイザー2 沈黙への聖戦 Akutoreizā Tsū: Chinmoku e no Seisen?, lit. "ActRaiser 2: The Crusade for Silence"), är ett sidscrollande plattformsspel till SNES, utvecklat av Quintet och utgivet av Enix 1993 och är uppföljare till Actraiser. Historien är baserard på berättelser som Det förlorade paradiset och Den gudomliga komedin.
Till skillnad från föregångaren förekommer inga stadsplaneringsmoment i spelet.
I maj 2008 förklarade Fumiaki Shiraishi, som varit med och programmerat Final Fantasy Crystal Chronicles: My Life as a King, i en intervju att han skulle vilja göra ett nytt Actraiser-spel.

### Fotnoter
1. ↑  Parish, Jeremy och Sheffield, Brandon (12 maj 2008). ”Content Kings: Square Enix's Shiraishi And Tsuchida On WiiWare And Risk”. Gamasutra. Arkiverad från originalet den 9 november 2009. https://web.archive.org/web/20091109150707/http://www.gamasutra.com/view/feature/3655/content_kings_square_enixs_.php?page=6. Läst 29 april 2014.